# Blatten (Lötschen)
Blatten je selo i općina u Lötschentalu u kantonu Valais u Švicarskoj, koje je gotovo u potpunosti uništeno katastrofalnim klizištem 28. svibnja 2025. godine.  Dio je okruga Westlich Raron, a veći dio područja nalazi se unutar zaštićenog područja Jungfrau-Aletsch, koje je na popisu svjetske baštine. Osim glavnog sela Blatten, općina obuhvaća naselja Eisten, Fafleralp, Ried i Weissenried.

Blatten se prvi put spominje u dokumentu iz 1343. kao uffen der Blatten.